# Григорьев, Александр Владимирович (дзюдоист)
Александр Владимирович Григорьев (род. 10 ноября 1989) — российский самбист и дзюдоист, призёр чемпионатов России по дзюдо, обладатель Кубка России по дзюдо 2017 года, мастер спорта России международного класса  по дзюдо, мастер спорта России по самбо. Выступает за клуб «Динамо» (Самара).

## Спортивные результаты
- Первенство России по дзюдо среди юношей 2005 — ;
- Первенство России по дзюдо среди юниоров 2007 — ;
- Первенство России по самбо среди юношей 2007 — ;
- Первенство мира по самбо среди юношей 2007 — ;
- Первенство России по самбо среди юниоров 2008 — ;
- Первенство России по дзюдо среди юниоров 2008 — 5;
- Первенство России по самбо среди юниоров 2009 — 5;
- Чемпионат России по дзюдо 2009 — ;
- Первенство России по дзюдо до 23 лет 2010 — ;
- Чемпионат России по дзюдо 2010 — ;
- Чемпионат России по дзюдо 2012 — 5 место;
- Чемпионат России по дзюдо 2013 — 5 место;
- Чемпионат России по дзюдо 2015 — ;
- Чемпионат России по дзюдо 2016 — 5 место;
- Кубок России по дзюдо 2017 — .